# Temporada da NBA de 1957–58
A temporada da NBA de 1957-58 foi a décima segunda temporada da National Basketball Association (NBA). Ela encerrou com o St. Louis Hawks conquistando o título da NBA após vencer o Boston Celtics por 4-2 nas finais da NBA.

## Resultado final

### Divisão Leste
| Time                  | V  | D  | %    | JA |
| --------------------- | -- | -- | ---- | -- |
| Boston Celtics        | 49 | 23 | .681 | -  |
| Syracuse Nationals    | 41 | 31 | .569 | 8  |
| Philadelphia Warriors | 37 | 35 | .514 | 12 |
| New York Knicks       | 35 | 37 | .486 | 14 |

### Divisão Oeste
| Time               | V  | D  | %    | JA |
| ------------------ | -- | -- | ---- | -- |
| St. Louis Hawks C  | 41 | 31 | .569 | -  |
| Cincinnati Royals  | 33 | 39 | .458 | 8  |
| Detroit Pistons    | 33 | 39 | .458 | 8  |
| Minneapolis Lakers | 19 | 53 | .264 | 22 |

## Líderes das estatísticas
| Categoria        | Jogador        | Time               | Est.  |
| ---------------- | -------------- | ------------------ | ----- |
| Pontos           | George Yardley | Detroit Pistons    | 2,001 |
| Rebotes          | Bill Russell   | Boston Celtics     | 1,564 |
| Assistências     | Bob Cousy      | Boston Celtics     | 463   |
| Arremessos (%)   | Jack Twyman    | Cincinnati Royals  | 45.2  |
| Tiros livres (%) | Dolph Schayes  | Syracuse Nationals | 90.4  |

## Prêmios
- Jogador Mais Valioso: Bill Russell, Boston Celtics
- Revelação do Ano: Woody Sauldsberry, Philadelphia Warriors
- All-NBA Primeiro Time:
  - Bob Cousy, Boston Celtics
  - Dolph Schayes, Syracuse Nationals
  - Bob Pettit, St. Louis Hawks
  - George Yardley, Detroit Pistons
  - Bill Sharman, Boston Celtics